# バクタレ!
『バクタレ!』は、2006年4月11日まで福岡放送で放送されていた公開バラエティ番組。放送時間は毎週火曜 24:20 - 24:50 （番組終了時）。
主に吉本興業（東京吉本・大阪吉本・福岡吉本）所属の若手のお笑い芸人たちが出演していた。福岡放送のみで放送のローカル番組であるのにもかかわらず、公開収録は当時東京都江東区にあったパナソニックセンター有明スタジオで行われていた。

## 出演者
- 2丁拳銃 - メインMCを担当。
- 村上ショージ
- どんぴしゃ（当時福岡吉本所属）